# Nicole Aniston
Nicole Aniston (Temecula, 9 september 1987) geboren als Ashley Nicole Miller), is een Amerikaans pornografische actrice, Pet van de maand in het augustus nummer 2012 van Penthouse en de Penthouse Pet van het jaar 2013.

## Carrière
Aniston is van de Duitse en Griekse afkomst, ze begon met het spelen in pornografische films in 2010. Sindsdien verscheen ze in meer dan 185 films. In 2011 onderging ze een borstvergroting. Voor haar carrière als pornografisch actrice was zij werkzaam op de klantenservice van een bank.
In 2014 werd bekend dat Aniston een exclusief contract als performer heeft ondertekend bij de studio Naughty America, omdat het Aniston volgens Naughty America een Role Model was geworden. Ze is tweede contract performer sinds de oprichting van de studio in 2003.
In 2014, werd ze in het online mannenblad MensMagDaily gekozen als een van de Top 25 Hottest Porn Stars van het jaar.